# Doktersvisachtigen
Doktersvisachtigen (Acanthuroidei) vormen een onderorde van de orde Baarsachtigen (Perciformes). Deze baarsachtigen vormen de grootste vissenorde waarvan de doktersvissen of chirurgvissen deel uitmaken met ongeveer 100 soorten. Men noemt deze zo vanwege de stekel aan de staartwortel die wanneer men de vis beetpakt, diepe snijwonden kan veroorzaken.

## Taxonomie
Deze onderorde wordt als volgt verder onderverdeeld in families:
- Acanthuridae (Dokter- of Eenhoornvissen)
- Ephippidae (Schopvissen)
- Luvaridae (Haanvissen)
- Scatophagidae (Argusvissen)
- Siganidae (Konijnvissen)
- Zanclidae (Wimpelvissen)